# Gruvaktiebolaget Viscaria
Gruvaktiebolaget Viscaria (tidigare Copperstone Resources AB) är ett svenskt prospekterings- och gruvbolag inriktat på bas- och ädelmetaller, framför allt koppar och guld. Bolagets huvudsakliga satsning avser en planerad återöppning av Viscaria-gruvan i Kirunaområdet, men det bedriver även prospektering och undersökningsarbete i Norr- och Västerbotten samt innehar undersökningstillstånd i andra delar av Sverige. Utöver Viscaria-projektet har bolaget bland annat varit aktivt i Arvidsjaur-området och vid Svartliden/Storåsen i Västerbotten, med fokus på koppar, zink, guld och andra metaller av betydelse för industri och elektrifiering.

## Historik

### Kopparberg Mineral AB och tidig verksamhet
Företaget grundades 2006 under namnet Kopparberg Mineral AB och fokuserade inledningsvis på prospektering efter koppar och ädelmetaller i Bergslagen och Norrland. Bolaget noterades på dåvarande AktieTorget och förvärvade successivt flera undersökningstillstånd i områden som bedömdes ha potential för malmbrytning.

### Expansion och namnbyte till Copperstone Resources
Under 2010-talet utökades verksamheten genom licensförvärv och samarbeten i Norr- och Västerbotten. Detta ledde till att bolaget 2015 bytte namn till Copperstone Resources AB för att bättre spegla det utvidgade geografiska fokuset och satsningen på bas- och ädelmetaller i norra Sverige.

### Förvärvet av Viscaria-projektet
År 2019 förvärvade bolaget (då under namnet Copperstone Resources) rättigheterna till Viscaria-fyndigheten nära Kiruna. Tidigare ägare var bland annat det australisk-finländska företaget Sunstone Metals (tidigare Avalon Minerals), som erhöll en aktieandel i samband med transaktionen men sedermera avyttrade hela sitt innehav 2023. Genom affären fick bolaget tillgång till en före detta koppargruva där finländska Outokumpu brutit malm från slutet av 1980-talet till slutet av 1990-talet.

### Namnbyte till Gruvaktiebolaget Viscaria
Under 2024 beslutade styrelsen och aktieägarna att byta namn från Copperstone Resources AB till Gruvaktiebolaget Viscaria. En av anledningarna var att Viscaria-projektet bedömdes utgöra kärnan i bolagets framtida verksamhet.

## Viscaria-projektet

### Historisk bakgrund
Viscaria-gruvan är belägen några kilometer väster om Kiruna i Norrbotten. Den togs i drift av Outokumpu i slutet av 1980-talet och var i produktion under cirka tio år. Under perioden bröts uppskattningsvis 12–13 miljoner ton malm, med en genomsnittlig kopparhalt på cirka 2–2,3 procent. Gruvan stängdes när kopparpriset sjönk i slutet av 1990-talet.

### Undersökningar och miljöprövning
Efter förvärvet av Viscaria-projektet inledde bolaget nya kärnborrningskampanjer och geologiska studier för att kartlägga malmens omfattning och halt. Parallellt genomfördes miljökonsekvensbeskrivningar (MKB) i samråd med myndigheter och lokala intressenter. Frågor om påverkan på vatten, luft, rennäring och Natura 2000-områden ingick i prövningen.

### Tillstånd för gruvverksamhet
Den 6 maj 2024 biföll Mark- och miljödomstolen vid Umeå tingsrätt bolagets ansökan om gruvverksamhet i Viscaria. Enligt beslutet får upp till 3,6 miljoner ton malm brytas årligen, med krav på åtgärder för att begränsa utsläpp till vatten och luft, hantera artskydd och följa Natura 2000-regelverk, samt att ta särskild hänsyn till rennäringen.
Domen överklagades till Mark- och miljööverdomstolen, som den 6 november 2024 beslutade att inte bevilja prövningstillstånd. Beslutet överklagades därefter till Högsta domstolen, som den 16 april 2025 nekade prövningstillstånd. Därmed vann miljötillståndet laga kraft.

## Mineraltillgångar & reserver[15]
Viscarias verksamhet baseras på bolagets mineraltillgångar och mineralreserver, som utgör grunden för planeringen av framtida gruvdrift. Sedan förvärvet av Viscariaprojektet 2019 har företaget genomfört omfattande prospekteringsinsatser i området. Arbetet har lett till en successivt ökad förståelse för mineraliseringarnas geometri, halter och utbredning, vilket i sin tur har förbättrat möjligheterna till lönsam brytning.
Prospekteringsverksamheten bedrivs huvudsakligen i Viscariaområdet i Kiruna, men även inom ramen för bolagets tillstånd i Arvidsjaur. Under 2023 intensifierades borrprogrammet för att öka precisionen i uppskattningen av kopparhalter och mineraliseringars karaktär.
Mineraltillgångar definieras som koncentrationer av mineral i eller på jordskorpan med rimliga utsikter för ekonomisk utvinning. Dessa klassificeras enligt internationell praxis i tre nivåer beroende på kunskapsgrad: antagna, indikerade och kända, där kända tillgångar representerar den högsta graden av geologisk säkerhet.
Mineralreserver utgör den del av kända eller indikerade mineraltillgångar som, med hänsyn till tekniska och ekonomiska faktorer, bedöms kunna brytas med lönsamhet. Reserver klassificeras i två kategorier: sannolika och bevisade reserver, där bevisade reserver har den högsta tillförlitligheten. Vid reserverapportering beaktas så kallade modifierande faktorer, såsom brytningsmetoder, gråbergsandel, återvinning och miljömässiga och ekonomiska förutsättningar.
Viscaria uppdaterar löpande sina bedömningar av mineraltillgångar och mineralreserver i takt med att nya geologiska data tillkommer.

## Övriga projektområden

### Arvidsjaurprojektet
År 2010 förvärvade bolaget ett prospekteringsområde i anslutning till Skelleftefältet, omfattande cirka 8 000 hektar. Området har en lång historik av borrningskampanjer som utförts av bland annat Boliden Mining och senare ägare. Sedan övertagandet har bolaget genomfört ytterligare 25 borrhål, främst inriktade på zink, koppar, guld och silver.

### Tvistbo
Tvistbo är bolagets tredje mineralutvecklingsprojekt, beläget i Smedjebackens kommun i Dalarna. Området täcks av en bearbetningskoncession som löper till år 2037. De kända mineraltillgångarna uppgår till cirka 575 000 ton malm med halter av 3,3 procent zink, 2,6 procent bly och 22 gram silver per ton. Därtill finns antagna mineraltillgångar om 280 000 ton, med halter av 3 procent zink, 2,5 procent bly och 20 gram silver per ton. Prospekteringen är för närvarande pausad.